# Visages de l'amour
 (juin 2019).
Albums de Charles Aznavour
Charles Aznavour raconte aux enfants... Le géant égoïste
(1973) Hier... encore
(1975)
Visages de l'amour est le 25e album studio français de Charles Aznavour. Il est sorti en 1974.

## Liste des titres
| No  | Titre                             | Auteur | Durée |
| --- | --------------------------------- | ------ | ----- |
| 1.  | Un Enfant De Toi Pour Noël        |        | 3:08  |
| 2.  | Un Jour Ou L'Autre                |        | 3:32  |
| 3.  | De T'Avoir Aimée                  |        | 2:46  |
| 4.  | Nous Irons À Vérone               |        | 2:42  |
| 5.  | La Baraka                         |        | 2:42  |
| 6.  | Tous Les Visages De L'Amour (She) |        | 2:52  |
| 7.  | On N'a Plus Quinze Ans            |        | 2:59  |
| 8.  | Le Temps                          |        | 2:39  |
| 9.  | Je Meurs De Toi                   |        | 3:02  |
| 10. | Hosanna                           |        | 2:07  |